# Knölsporigt krämskinn
Knölsporigt krämskinn (Hypochnicium punctulatum) är en svampart som först beskrevs av Mordecai Cubitt Cooke, och fick sitt nu gällande namn av J. Erikss. 1958. Knölsporigt krämskinn ingår i släktet Hypochnicium och familjen Meruliaceae.  Arten är reproducerande i Sverige. Inga underarter finns listade i Catalogue of Life.